# 26 mai
Pour les articles homonymes, voir Vingt-Six-Mai.
26 avril 26 juin
Chronologies thématiques
- Croisades
- Ferroviaires
- Sports
- Disney
- Anarchisme
- Catholicisme

Abréviations / Voir aussi
- (° 1852) = né en 1852
- († 1885) = mort en 1885
- a.s. = calendrier julien
- n.s. = calendrier grégorien
- Calendrier
- Calendrier perpétuel
- Liste de calendriers
- Naissances du jour

Le 26 mai est le 146e jour, moins souvent le 147e, de l'année du calendrier grégorien ; il en reste ensuite 219.
Son équivalent était généralement le 7 prairial du calendrier républicain ou révolutionnaire français, officiellement dénommé jour du fromental (une plante).

## Événements

### Iersiècle
- 17 : Germanicus entre à Rome et y célèbre son triomphe qui lui vaut son surnom sur les tribus germaniques de l'ouest de l'Elbe.

### vesiècle
- 451 : les arméniens sont battus par l'armée sassanide à la bataille d'Avarayr.

### XVesiècle
- 1445 : Charles VII crée les Compagnies d'ordonnance.

### XVIesiècle
- 1573 : bataille de Haarlemmermeer.

### XVIIesiècle
- 1637 : massacre de Fort Mystic, dans le Connecticut.
- 1644 : bataille de Montijo.
- 1676 : bataille de Jasmund en mer Baltique.

### XIXesiècle
- 1879 : traité de Gandomak.

### XXesiècle
- 1923 : exécution d'Albert Leo Schlageter
- 1940 : début de l'Évacuation de Dunkerque.
- 1942 : début de la bataille de Bir Hakeim .
- 1944 : bombardement de Chambéry, Grenoble, Lyon, Nice et Saint-Étienne.
- 1966 : indépendance du Guyana.
- 1972 : signature des accords SALT I sur la limitation des armes stratégiques aux États-Unis et en URSS.
- 1993 : l'Olympique de Marseille devient la première équipe française à remporter la Ligue des champions face au Milan AC
- 1994 : reprise des relations diplomatiques entre les États-Unis et le Vietnam[réf. nécessaire].
- 1997 : reconnaissance diplomatique du régime des taliban par l'Arabie saoudite.

### XXIesiècle
- 2014 : bataille de Buni Yadi pendant l'insurrection de Boko Haram.
- 2015 : les députés votent la destitution du président Hery Rajaonarimampianina à Madagascar.
- 2016 : début du sommet annuel du G7 à Shima au Japon.
- 2017 : début du sommet du G7 fatal au journaliste Jean-Karim Fall à Taormine en Sicile.
- 2019 : dernière journée d'élections du nouveau Parlement confédéral de l'Union européenne ; côté français, les députés européens issus du F.N. / R.N. mariniste perdent des sièges par rapport à leur score de 2014, y devançant légèrement les libéraux centristes pro-UE (et pro-Macron) qui vont gagner les rangs du groupe parlementaire européen Renew. Les Britanniques se voient obligés de participer à ce scrutin, pourtant sur le départ "brexit oblige". Ces élections continentales sont couplées à d'autres scrutins ailleurs dans l'Union :
  - des élections législatives en Belgique afin d'y désigner les 150 membres de la Chambre des représentants[1] ainsi qu'élections régionales puisque 313 sièges sont à pourvoir dans les 5 parlements régionaux et/ou communautaires ;
  - un second tour d'élection en Lituanie afin d'élire le président du pays pour un mandat de cinq ans ;
  - un référendum en Roumanie dont la population en âge et condition pour voter est amenée à se prononcer sur deux questions, l'une sur l'interdiction des pardons et des amnisties en faveur de personnes condamnées pour corruption, la seconde sur une proposition d'interdire au gouvernement de recourir à des ordonnances d'urgence dans le domaine judiciaire et à étendre le droit de recours à la Cour constitutionnelle contre ce type d'ordonnance.
- 2021 : en Syrie, Bachar el-Assad est réélu avec 95,1 % des voix pour un 4e mandat en tant que président du pays, une élection qualifiée de simulacre de démocratie par plusieurs pays[2].

- 2024 : en Lituanie, le président sortant, Gitanas Nausėda (photo), est réélu pour un second mandat[3].

## Arts, culture et religion
- 1967 : première publication en Grande-Bretagne du huitième album des Beatles Sgt. Pepper's Lonely Hearts Club Band[4]

## Sciences et techniques
- 2001 : un TGV bat un record de vitesse entre Calais et Marseille la ligne ferroviaire la plus longue de France (plus de 1 000 km) en 3 h 29 à 306 km/h, c'est l'opération "Sardine" en cette veille du lancement de la LGV "Méditerranée"[5].
- 2017 : début de la construction du télescope géant européen au Chili.
- 2021 : les compagnies pétrolières américaines ExxonMobil et Chevron se voient imposer par leurs actionnaires un changement de leurs pratiques et une transition écologique vers un modèle moins émetteur de gaz à effet de serre[6],[7] ; le même jour, Shell est mise en demeure par un tribunal néerlandais de réduire ses émissions de 45 % entre 2019 et 2030[8],[9].

## Économie et société
- 1896 : première publication en bourse de l'indice Dow Jones Industrial Average.
- 1967 : l'armée américaine pénètre l'université et le campus de Berkeley pour rétablir l'ordre contre des happenings naturistes et pacifistes d'étudiants hippies[10].
- 1986 : Michel Vaujour s'évade de la prison de la Santé, à bord d'un hélicoptère piloté par son épouse Nadine, qui sera dès lors surnommée « La Fille de l'air ».
- 1993 : l'Olympique de Marseille remporte la finale de la Ligue des champions de l'UEFA 1992-1993 en battant l'AC Milan sur le score de 1-0.
- 2017 : une attaque d'un bus transportant des pèlerins coptes cause au moins 28 morts au sud du Caire en Égypte.
- 2018 : un quartier du parc d'attraction Europa-Park est ravagé par un incendie en Allemagne.
- 2019 : création du Parc naturel régional du Médoc dans le sud-ouest de la France[11],[12].
- 2020 :
  - le Costa Rica devient le premier pays d'Amérique centrale à légaliser le mariage homosexuel[13].
  - La compagnie aérienne LATAM employeuse de près de 41 000 salariés se déclare en faillite aux États-Unis[14].

## Naissances

### XVesiècle
- Clément VII, 219e pape de l’Église catholique († 25 septembre 1534).

### XVIIesiècle
- 1602 : Philippe de Champaigne, peintre et graveur français († 12 août 1674).
- 1650 : John Churchill, militaire britannique († 16 juin 1722).
- 1669 : Sébastien Vaillant, botaniste français († 20 mai 1722).
- 1688 : Philippe Gaultier de La Ferrière, religieux français († 13 décembre 1760).

### XVIIIesiècle
- 1741 : Joseph Martin-Dauch, homme politique français († 5 juillet 1801).
- 1799 : Felipe Poey, zoologiste cubain († 28 janvier 1891).

### XIXesiècle
- 1802 : Joseph Jacquemoud, professeur de droit et homme politique savoyard, député puis sénateur du duché de Savoie, baron sarde († 27 novembre 1863).
- 1822 : Edmond de Goncourt, écrivain français, fondateur de l’Académie Goncourt († 16 juillet 1896).
- 1828 : Jean Besselère, religieux catholique, journaliste et historien local français.
- 1841 : Wilhelm Tomaschek, géographe et orientaliste tchéco-autrichien († 9 septembre 1901).
- 1855 : Vittoria Aganoor, poétesse italienne († 9 avril 1910).
- 1863 :
  - Fritz Baselt, compositeur allemand († 11 novembre 1931).
  - Bob Fitzsimmons, boxeur britannique († 22 octobre 1917).
  - Mathilde de Morny, personnalité mondaine et artiste de la Belle-Époque († 29 juin 1944).
- 1867 :  Mary de Teck, femme de George V roi du Royaume-Uni, mère de Edward VIII et de George VI tous deux rois du Royaume-Uni et arrière-petite-fille du roi George III monarque du royaume de Grande-Bretagne († 24 mars 1953).
- 1877 : Isadora Duncan, danseuse de ballet américaine († 14 septembre 1927).
- 1881 : Adolfo de la Huerta, président du Mexique († 9 juillet 1955).
- 1883 : Mamie Smith, chanteuse et danseuse américaine († 16 septembre 1946).
- 1885 : Gaston Baty, homme de théâtre français († 13 octobre 1952).
- 1886 : Al Jolson, compositeur et acteur américain († 23 octobre 1950).
- 1894 : Paul Lukas, acteur américain d'origine hongroise († 15 août 1971).
- 1895 : Dorothea Lange, photographe américaine († 11 octobre 1965).
- 1899 :
  - Antonio Barrette, homme politique québécois († 15 décembre 1968).
  - Muriel McQueen Fergusson, sénatrice canadienne († 11 avril 1997).
- 1900 : Margit Sielska-Reich, peintre polono-ukrainienne († 3 février 1980).

### XXesiècle
- 1904 : Vlado Perlemuter, pianiste français d’origine polonaise († 4 septembre 2002).
- 1905 : René Bondoux, escrimeur et résistant français († 6 mai 2001).
- 1907 :
  - Jean Bernard, médecin français († 17 avril 2006).
  - Arturo Rodríguez, boxeur argentin, champion olympique poids lourd en 1928 († 22 novembre 1982).
  - John Wayne, acteur et cinéaste américain († 11 juin 1979).
- 1908 : Robert Morley, acteur britannique († 3 juin 1992).
- 1909 : Adolfo López Mateos, homme d'État mexicain, président du Mexique de 1958 à 1964 († 22 septembre 1969).
- 1910 :
  - Imi Lichtenfeld, boxeur et lutteur hongrois, fondateur de la méthode d'auto-défense du krav-maga († 9 janvier 1998).
  - Eddie Rosner, chef d'orchestre et compositeur allemand († 8 août 1976).
- 1911 :
  - Ben Alexander, acteur américain († 5 juillet 1969).
  - Maurice Baquet, violoncelliste, acteur, sportif et fantaisiste français († 8 juillet 2005).
  - Jean-Louis Boncœur, homme de lettres français († 21 mars 1997).
  - Henry Ephron, scénariste et producteur américain († 6 septembre 1992).
- 1912 :
  - János Kádár, homme politique hongrois († 6 juillet 1989).
  - Jay Silverheels, acteur canadien († 5 mars 1980).
- 1913 :
  - Annemarie Ackermann, personnalité politique allemande († 18 février 1994).
  - Erich Bautz, coureur cycliste († 17 septembre 1986).
  - Alfred Bertrand, homme politique belge († 22 novembre 1986).
  - Louis Clayeux, critique et marchand d'art français († 22 juillet 2007).
  - Peter Cushing, acteur britannique († 11 août 1994).
  - Pierre Daninos, écrivain et humoriste français († 7 janvier 2005).
  - Hervarth Frass von Friedenfeldt, escrimeur tchécoslovaque († 20 septembre 1941).
  - André Lalande, général français († 19 octobre 1995).
  - Josef Manger, haltérophile allemand († 13 mars 1991).
  - Alexandre Pawlisiak, cycliste français († 15 juillet 1990).
  - Al Teeter, acteur et technicien du son américain († 1er mai 1994).
- 1914 : Frankie Manning, danseur et chorégraphe américain († 27 avril 2009).
- 1916 :
  - Sao Nang Hearn Kham, femme politique birmane († 17 janvier 2003).
  - Moondog (Louis Thomas Hardin dit), musicien américain († 8 septembre 1999).
- 1919 :
  - François-Louis Deschamps, ténor belge († 20 janvier 2004).
  - Rubén González, pianiste cubain du Buena Vista Social Club († 8 décembre 2003).
- 1920 : Peggy Lee, chanteuse et actrice américaine († 21 janvier 2002).
- 1921 (ou 1917) : Inge Borkh, soprano suisse d'origine allemande († 26 août 2018).
- 1923 :
  - James Arness, acteur américain († 3 juin 2011).
  - Horst Tappert, acteur allemand († 13 décembre 2008).
- 1926 : Miles Davis, musicien américain († 28 septembre 1991).
- 1929 :
  - François Leterrier, réalisateur, scénariste et acteur français († 4 décembre 2020).
  - Catherine Sauvage, chanteuse et actrice française († 19 mars 1998).
- 1932 :
  - Jacqueline Morgenstern, jeune fille juive victime de l'expérimentation médicale nazie († 20 avril 1945).
  - René Quéré, peintre, illustrateur, céramiste, peintre-verrier et enseignant breton et français  († 16 août 2021).
- 1933 : Jean Graczyk, cycliste sur route français († 27 juin 2004).
- 1936 :
  - Richard Harrison, acteur américain.
  - Warren Reynolds (Warren Alfred Reynolds dit), basketteur canadien.
  - Marie Rouanet (Maria Roanet en occitan), écrivaine occitane, biterroise (française), compositrice et chanteuse en occitan, chroniqueuse et réalisatrice de films documentaires sur les phénomènes religieux.
- 1937 :
  - Monkey Punch, auteur de bande dessinée (mangaka) japonais († 11 avril 2019).
  - Livio Trapè, coureur cycliste italien, champion olympique.
- 1938 :
  - William Bolcom, compositeur américain.
  - Michel Ciment, universitaire et critique de cinéma français.
  - Teresa Stratas, soprano canadienne.
- 1939 :
  - Duduh Durahman, acteur, écrivain et journaliste indonésien († 1er octobre 2014).
  - Christine Pellistrandi, historienne et théologienne française.
- 1940 :
  - Monique Gagnon-Tremblay, femme politique québécoise.
  - Levon Helm, musicien américain du groupe The Band († 19 avril 2012).
- 1944 : Phil Edmonston, journaliste, écrivain, protecteur du consommateur et homme politique canado-américain.
- 1945 :
  - Jean-Louis Burgat, journaliste français de télévision.
  - Garry Peterson (en), musicien canadien du groupe The Guess Who.
- 1946 :
  - Mick Ronson, musicien britannique († 29 avril 1993).
  - Aruna Roy, militante politique et sociale indienne.
- 1947 :
  - Denis Tillinac, écrivain, éditeur et journaliste français († 26 septembre 2020).
  - James Carlos Blake, écrivain américain d'origine mexicaine.
- 1948 :
  - Dayle Haddon, actrice canadienne.
  - Corinne Le Poulain, actrice française († 10 février 2015).
  - Stevie Nicks, chanteuse américaine du groupe Fleetwood Mac.
- 1949 :
  - Pam Grier, actrice américaine.
  - Philip Michael Thomas, acteur américain.
  - Hank Williams, Jr., chanteur américain de musique country.
- 1951 :
  - Muhammed Faris, spationaute syrien.
  - Sally Ride, astronaute américaine († 23 juillet 2012).
  - Zbigniew Żupnik, peintre polonais († 27 juillet 2000).
- 1952 :
  - Marie-Françoise Pérol-Dumont, femme politique française.
  - Pascal Vrebos, journaliste et animateur de radio belge.
- 1953 : Francis Zégut, animateur français de radio.
- 1954 :
  - Marian Gold, acteur allemand.
  - Alan Hollinghurst, poète, romancier et nouvelliste britannique.
  - Denis Lebel, homme politique québécois.
- 1956 :
  - Mehdi El Glaoui, enfant acteur français.
  - Simon Tahamata, footballeur néerlandais.
- 1957 :
  - Alaa al-Aswany (علاء الأسواني en arabe également retranscrit Alaa El Aswany), dentiste et écrivain égyptien.
  - François Legault, homme politique québécois.
  - Olivia Pascal, actrice allemande.
- 1958 :
  - Arto Bryggare, athlète finlandais spécialiste du 110 m haies.
  - Margaret Colin, actrice américaine.
  - Guillaume Pepy, haut-fonctionnaire français.
- 1959 : Ole Bornedal, réalisateur danois.
- 1960 :
  - Doug Hutchison, acteur américain.
  - Dean Lukin, haltérophile australien, champion olympique.
  - Romas Ubartas, athlète lituanien, champion olympique du lancer du disque.
- 1962 :
  - Genie Francis, actrice américaine.
  - Bob Goldthwait, acteur, humoriste, réalisateur, scénariste et producteur américain.
  - Colin Vearncombe, auteur-compositeur-interprètre britannique († 26 janvier 2016).
- 1963 : Claude Legault, acteur québécois.
- 1964 :
  - Lenny Kravitz, chanteur et musicien américain.
  - Paul Okalik, homme politique canadien. premier ministre du Nunavut de 1999 à 2008.
- 1965 : François Pacôme, comédien français.
- 1966 : Helena Bonham Carter, actrice britannique.
- 1967 : Kristen Pfaff, musicienne américaine († 16 juin 1994).
- 1968 : Frederik de Danemark, prince héritier de la couronne du Danemark.
- 1969 : John Baird, homme politique canadien.
- 1970 : Julien Boisselier, acteur de cinéma, de théâtre et metteur en scène français.
- 1971 : Matt Stone, producteur américain.
- 1973 : Clémentine Autain, femme politique française.
- 1974 :
  - Oleg Saitov, boxeur russe, double champion olympique.
  - Lars Frölander, nageur suédois, champion olympique.
- 1975 :
  - Nicki Aycox, actrice américaine.
  - Lauryn Hill, chanteuse américaine.
- 1976 : Monique Hennagan, athlète américaine, championne olympique du relais 4 x 400 m.
- 1978 :
  - Karen Couéry, joueuse française de rink hockey.
  - Benji Gregory, acteur américain.
- 1980 : Louis-Jean Cormier, auteur-compositeur-interprète québécois.
- 1981 :
  - Isaac Slade, chanteur et pianiste américain du groupe The Fray.
  - Ben Zobrist, joueur de baseball américain.
  - Anthony Ervin, nageur américain, triple champion olympique.
- 1982 : Bert Hana, acteur, réalisateur et metteur en scène néerlandais.
- 1983 : Rodica Șerban, rameuse d'aviron roumaine, championne olympique.
- 1986 : Àstrid Bergès-Frisbey, actrice franco-espagnole.
- 1988 : Mariama Ndao, judokate sénégalaise.
- 1989 :
  - David Bovet, joueur suisse de Scrabble.
  - Rick Jackson, basketteur américain.
  - Tommy Kristiansen, joueur norvégien de hockey-sur-glace.
  - Lise Munk, footballeuse danoise.
  - Tomáš Pekhart, footballeur tchèque.
  - Diana Weicker, lutteuse canadienne.
- 1993 :
  - Jason Adesanya, footballeur belge.
  - Cansu Çetin, joueuse de volley-ball turque.
  - Trey Davis, joueur américain de basket-ball.
  - Jamal Hairane, athlète qatarien, spécialiste du 800 m.
  - Josh Leivo, hockeyeur sur glace canadien.
  - Mayobanex de Óleo, athlète dominicain.
  - Monika Rajnohová, joueuse slovaque de handball.
  - Frédérique Rol, rameuse suisse.
  - Dan Sarginson, joueur de rugby à XIII international anglais.
  - Katerine Savard, nageuse canadienne.
  - Jimmy Vesey, hockeyeur sur glace américain.
  - Gabriel Ynoa, joueur de baseball américain.
  - B. J. Young, joueur de basket-ball américain.
  - Rayderley Zapata, gymnaste espagnol.
- 1996 : Lous and the Yakuza, auteure-compositrice-interprète belgo-congolaise.
- 1997 : Anissa Maoulida, footballeuse comorienne.
- 1999 : Kerry Ingram, actrice anglaise.
- 2000 : Cyril Ngonge, footballeur belge.

## Décès

### VIIesiècle
- Entre 604 et 609 : Augustin de Cantorbéry, premier archevêque de Canterbury à partir de 597 (° à une date inconnue du premier tiers du VIe siècle à Rome).

### Xesiècle
- 946 : Edmond Ier, roi d'Angleterre (° vers 921).

### XVIesiècle
- 1595 : Philippe Neri, prêtre italien, fondateur de la Congrégation de l’Oratoire (° 21 juillet 1515).

### XVIIIesiècle
- 1703 : Samuel Pepys, écrivain britannique (° 23 février 1633).
- 1761 : Jacques Fontaine de La Roche, janséniste français (° 5 mai 1688).

### XIXesiècle
- 1854 : Hyde Parker, vice-amiral britannique, First Sea Lord de la Royal Navy (° 1784).
- 1873 : August Conradi, musicien allemand (° 27 juin 1821).
- 1883 : Abd el-Kader, émir algérien (° 6 septembre 1808).
- 1886 :
  - André Kaggwa, laïc chrétien, martyr en Ouganda (° vers 1856).
  - Paul-Gustave Herbinger, militaire français (° 7 décembre 1839).

### XXesiècle
- 1903 : Marcel Renault industriel et coureur automobile français (° 1872).
- 1905 : Alphonse de Rothschild, banquier et collectionneur français (° 1er février 1827).
- 1922 : Ernest Solvay, industriel belge (° 16 avril 1838).
- 1924 : Victor Herbert, compositeur américain (° 1er février 1859).
- 1929 : Richard Heintz, peintre belge (° 25 octobre 1871).
- 1933 : Jimmie Rodgers, chanteur américain de musique country (° 8 septembre 1897).
- 1939 : Charles Horace Mayo, médecin américain (° 19 juillet 1865).
- 1943 : Edsel Ford, industriel américain (° 6 novembre 1893).
- 1954 :
  - Lionel Conacher, athlète et homme politique canadien (° 24 mai 1902).
  - Waldemar Gurian, politologue allemand (° 13 février 1902).
- 1958 : Francis Carco, homme de lettres français juré de l'Académie Goncourt (° 3 juillet 1886).
- 1963 : Marie-Thérèse de Lataulade, historienne française.
- 1964 : « Armillita » (Juan Espinosa Saucedo dit), matador mexicain (° 26 juin 1905).
- 1968 : Little Willie John, chanteur américain (° 15 novembre 1937).
- 1971 : John Longden, acteur anglais (° 11 novembre 1900).
- 1972 : Félix Garcia, homme politique français (° 14 janvier 1909).
- 1976 : Martin Heidegger, philosophe allemand (° 26 septembre 1889).
- 1979 : George Brent, acteur d’origine britannique (° 15 mars 1899).
- 1993 :
  - Tsola Dragoycheva, femme politique bulgare (° 30 août 1898).
  - Alberto Ezcurra Uriburu, prêtre catholique argentin (° 30 juin 1937).
  - Cor de Groot, compositeur et pianiste (° 7 juillet 1914).
  - Édouard Przybylski, compagnon de la Libération (° 20 septembre 1920).
  - Antoine Toulmonde, musicien organiste, compositeur et pédagogue belge (° 20 janvier 1902).
  - Ulvi Yenal, footballeur turc (° 10 avril 1908).
- 1999 :
  - Paul Sacher, chef d’orchestre et philanthrope suisse (° 28 avril 1906).
  - Waldo Semon (en), inventeur américain (° 10 septembre 1898).

### XXIesiècle
- 2001 : Alexandre Chazeaux, homme politique français (° 1er novembre 1908).
- 2004 : Jean-Louis Gagnon, journaliste québécois (° 21 février 1913).
- 2005 :
  - Eddie Albert, acteur et producteur américain (° 22 avril 1906).
  - Max Cloupet, homme d'Église français (° 30 juillet 1930).
  - Ruth Laredo, pianiste de musique classique américaine (° 20 novembre 1937).
  - Jean-Marc Varaut, avocat français (° 18 février 1933).
  - Aboubacar Sangoulé Lamizana, chef d'État voltaïque (° 31 janvier 1916).
- 2006 : Édouard Michelin, industriel français (° 13 août 1963).
- 2008 : Sydney Pollack, acteur et cinéaste américain (° 1er juillet 1934).
- 2009 : Peter Zezel, hockeyeur sur glace canadien (° 22 avril 1965).
- 2010 : Art Linkletter, animateur et producteur de télé canadien (° 17 juillet 1912).
- 2011 : Didar Fawzy-Rossano, révolutionnaire égyptienne (° 20 août 1920).
- 2012 : Simone Sauteur, enseignante, poète et résistante française (° 16 juin 1921).
- 2013 : Jack Vance, écrivain américain (° 28 août 1916).
- 2014 : Manuel Uribe, mexicain réputé pour avoir été l'homme le plus gros du monde (° 11 juin 1965).
- 2016 :
  - Kazimierz Barburski, escrimeur polonais, médaillé olympique en 1968 (° 7 août 1942).
  - Loris Francesco Capovilla, cardinal italien, doyen d'âge du Collège cardinalice (° 14 octobre 1915).
  - Ted Dumitru, joueur et entraîneur roumain de football (° 2 septembre 1939).
  - Hedy Epstein, militante germano-américaine (° 15 août 1924).
  - Marcus Gordon, juge d'État américain (° date inconnue).
  - Wanaro N'Godrella, joueur de tennis français (° 18 octobre 1949).
  - Angela Paton, actrice américaine (° 11 janvier 1930).
  - Arturo Pomar, joueur d'échecs espagnol (° 1er septembre 1931).
- 2017 :
  - Toni Bertorelli, acteur italien (° 9 septembre 1949).
  - Laura Biagiotti, styliste italienne (° 4 août 1943).
  - Zbigniew Brzeziński, politologue américain d'origine polonaise (° 28 mars 1928).
  - Jim Bunning, homme politique américain (° 23 octobre 1931).
  - Jean-Karim Fall, journaliste franco-sénégalais spécialiste de l'Afrique (° 17 mars 1958).
- 2018 :
  - Alan Bean, astronaute américain (° 15 mars 1932).
  - Pierre Bellemare, journaliste et animateur français (° 21 octobre 1929).
  - Ted Dabney, pionnier des jeux vidéo américain (° 2 mai 1937).
  - Pierre Hassner, géopolitologue et philosophe roumain puis français (° 31 janvier 1933).
  - Roger Piantoni, footballeur français (° 26 décembre 1931).
  - Julio Ribera, dessinateur et scénariste espagnol de bandes dessinées (° 20 mars 1927).
  - William Shaw, homme politique canadien (° 13 octobre 1932).
- 2019 :
  - Harry Hood, footballeur puis entraîneur écossais (° 3 octobre 1944).
  - Bart Starr, joueur de foot U.S. puis entraîneur américain (° 9 janvier 1934).
  - Prem Tinsulanonda, militaire et homme politique thaïlandais (° 26 août 1920).
  - Abdellatif Zein, homme politique libanais (° 23 novembre 1932).
- 2020 : Miguel Artola Gallego, historien espagnol (° 12 juillet 1923).
- 2021 : Tarcisio Burgnich, défenseur puis entraîneur international italien de football (° 25 avril 1939).
- 2022 :
  - Ciriaco De Mita, homme d'État italien (° 2 février 1928).
  - Andrew Fletcher, musicien britannique et claviériste du groupe Depeche Mode (° 8 juillet 1961).
  - Ray Liotta, acteur italo-américain (° 18 décembre 1954).
  - Claude Michelet, écrivain français (° 30 mai 1938).
  - Iouri Morozov, hocheyeur sur glace puis entraîneur soviétique puis russe (° 31 mars 1938).
  - George Shapiro, producteur de télévision et agent artistique américain (° 18 mai 1931).
- 2023 :
  - Monique Eleb, psychologue et sociologue française (° 2 septembre 1945).
  - Hans-Peter Feldmann, artiste contemporain allemand (° 17 janvier 1941).
  - Éric Gonzalès, écrivain et traducteur français (° 18 mai 1964).
  - László Hódi, basketteur international hongrois puis australien (° 10 juillet 1934).
  - Samuel Kiplimo Kosgei, athlète de fond kényan (° 20 janvier 1986).
  - Didier Mené, arbitre international de rugby à XV français (° 30 mars 1964).
  - Odette Nilès, militante communiste et résistante française (° 27 décembre 1922).
  - Igor Vassiliev, handballeur soviétique puis russe (° 1er avril 1964).

## Célébrations

### Nationales

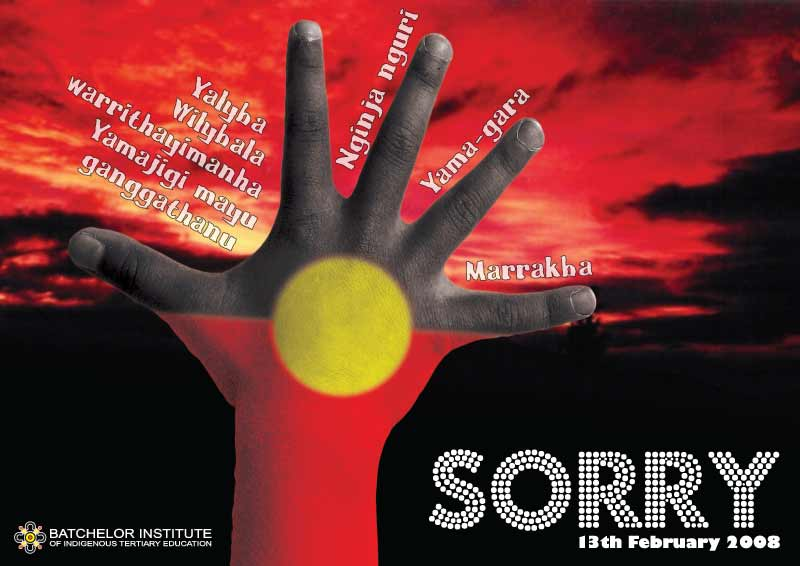
Affiche du « Sorry Day » australien consacré à ses premiers natifs (2008)

- Australie : National Sorry Day instauré en 1998 pour faire connaître le tort causé aux familles aborigènes et autres indigènes par la politique des générations volées de 1869 à 1969.
- France (Union européenne à zone euro) : « fête du jeu » destinée à promouvoir les jeux coopératifs et non violents[15].
- Géorgie : « fête de l'indépendance » commémorant sa première république en 1918.
- Guyana : « fête de l'indépendance »[16] commémorant son indépendance vis-à-vis du Royaume-Uni en 1966.
- Pologne (Union européenne) : « fête des mères »[17] comme en Bolivie le lendemain.
- République de Molossia autoproclamée : fête nationale du jour du fondateur.

### Religieusechrétienne orthodoxe
Mémoires de Philippe et Thomas apôtres, ainsi que de Zacharie prophète, dans le lectionnaire de Jérusalem, avec station à Bethphagé et lectures de Soph. 3, 14(-17) et Mt. 21, 1-17 (mots communs : fille de Sion, roi) ainsi que de Jc. 5, 7-11 et Eph. 4, 7(-16) (mots communs avec Mt. : prophète, cieux, petits enfants) ou Ga. 1, 11-20 (mot commun avec Mt. : Jérusalem) et dans un manuscrit des Ac. 1, 12(-14) (mots communs avec Mt. : mont des Oliviers).

### Saints des Églises chrétiennes

#### Saints des Églises catholiques et orthodoxes
Référencés ci-après in fine, :
- Augustin de Cantorbéry († 604), moine bénédictin, premier archevêque de Cantorbéry (date ancienne, orientale et anglicane, mais 27 mai dans le catholicisme).
- Bède le Vénérable (c. 672 - † c. 735), toujours à Canterbury et comme les 25 et 27 mai.
- Éleuthère († 189), 13e pape de 175 à 189.
- Félicissime († 303), avec Héraclius et Paulin, martyrs à Todi en Ombrie sous Dioclétien.
- Godon († vers 698), « Gaon », « Gond », « Godo » ou « Gondon », neveu et disciple de saint Wandrille, ermite en Brie puis fondateur du monastère de Sézanne en Champagne.
- Prix d'Auxerre (IIIe siècle) ou « Priest » ou « Prisque », martyr légendaire à Auxerre.
- Zacharie de Vienne († v. 106), évêque et martyr.

#### Saints et bienheureux des Églises catholiques
référencés ci-après :
- André Franchi († 1401), bienheureux, évêque dominicain, né à Pistoie en Italie.
- André Kogwa et Pontien Ngondwe († 1886), laïc martyrs en Ouganda.
- Bérenger de Saint-Papoul († 1093), moine bénédictin de l'abbaye de Saint-Papoul dans l'Aude.
- François Patrizi († 1328), bienheureux religieux italien servite de Marie à Sienne.
- Henri Planchat, Ladislas Radigue et 3 compagnons († 1871), bienheureux prêtres français martyrs.
- Jean Doan Trinh Hoan et Matthieu Nguyen Van Phuong († 1861), laïcs vietnamiens martyrs.
- Joseph Chang Song-jib († 1839), laïc coréen martyr.
- Lambert († 1154), évêque de Vence.
- Marie-Anne de Paredes († 1645), religieuse espagnole née en Equateur membre du Tiers-Ordre franciscain.
- Philippe Néri († 1594), religieux italien fondateur de la Congrégation de l'Oratoire.
- Pierre Sanz y Jorda († 1747), religieux dominicain catalan martyr.

#### Saint orthodoxe
- Alexandre de Thessalonique († 1794) dit « le Derviche », martyr à Smyrne par la main de musulmans.
- Georges de Sofia († 1537), néo-martyr[19] aux dates éventuellement "juliennes" / orientales.

### Prénoms du jour
Bonne fête (souhaitable dès la veille au soir) aux Bérenger, sa variante masculine Béranger et leurs formes féminines Bérangère et Bérengère.
Et aussi aux :
- Chang[20] et ses variantes : Chong, Chung, etc. ;
- aux Éleuthère,
- Godon et sa variante Gond ;
- Seog et ses variantes plus ou moins autant bretonnes : Cieu, Cieux, Kieuc, Seoc, Sieuc, Siman, Siviau[21].

## Traditions et superstitions

### Dictons
- « Quand il pleut à la saint-Philippe, le pauvre n'a pas besoin du riche. »[22]
- « Saint Lambert empêche la gelée de faire du tort au millet. »[23]
- « Soleil à la sainte Bérengère, présage d'un bel été et hiver. »

### Astrologie
Signe du zodiaque : 5e jour du signe astrologique des Gémeaux.

## Toponymie
Les noms de plusieurs voies, places, sites ou édifices de pays ou provinces francophones contiennent cette date sous différentes graphies : voir Vingt-Six-Mai .